# Kaisers (powiat Reutte)
Kaisers – gmina w Austrii, w kraju związkowym Tyrol, w powiecie Reutte. Według Austriackiego Urzędu Statystycznego liczyła 75 mieszkańców (1 stycznia 2015).